# Клуб настольного тенниса УГМК
УГМК — клуб настольного тенниса из Верхней Пышмы (Свердловская область). Создан в сентябре 2007 года. Мужская команда клуба семь раз становилась чемпионом России, дважды выходила в финал Лиги чемпионов, а также становилась победителем Кубка Европы. За годы существования в составе клуба выступали сильнейшие игроки мира, в том числе Ма Линь, Дзюн Мизутани, Фан Бо, Майкл Мэйз, Лиам Питчфорд, Джонатан Грот и другие.

## История
Клуб создан в 2007 году Уральской горно-металлургической компанией с подачи Игоря Левитина, который на тот момент являлся президентом Федерации настольного тенниса России. Первым президентом клуба стал директор по общим вопросам УГМК Владимир Белоглазов, директором клуба — Александр Захаров.
В те годы настольный теннис на Урале переживал свои не лучшие времена, поэтому для его развития был необходим толчок. Создание клуба и стало таким толчком.
В 2007 году в первые в Свердловской области были проведены международные соревнования по настольному теннису «UGMK Ural Open», участие в нём приняли команды 15 стран. В 2008 году впервые за более чем 30 лет был проведен лично-командный чемпионат России.
В том же 2007 году была создана мужская команда УГМК, первый состав: Дмитрий Мазунов, Артур Григорьев, Михаил Гладышев, тренером команды стали чемпионка мира 1975 года в смешанной паре со Станиславом Гомозковым, чемпионка Европы 1976 года в командном зачёте, неоднократная чемпионка СССР Татьяна Кутергина (Фердман), а также заслуженный тренер России Сергей Власов.
В 2008 году УГМК стала первой из российских команд, которая приняла участие в Лиге чемпионов ETTU.
В 2009 году ряды команды пополнил многократный призёр чемпионатов мира и Европы, двукратный чемпион Европы, серебряный призёр Олимпийских игр Зоран Приморац. И уже в 2010 году УГМК впервые стал победителем Командного чемпионата России, обыграв в финале на тот момент лидера российского настольного тенниса команду «Факел-Газпром» из Оренбурга.
В 2012 году в Лиге чемпионов впервые состоялся российский финал, УГМК и «Факел» играли друг с другом. Победу одержали оренбуржцы, у УГМК первые медали еврокубка.
2013 году получился очень удачным: был выигран Кубок ETTU, второй по значимости европейский трофей, а также во второй раз мужская команда УГМК стала чемпионом страны.

## Чемпионат Европы по настольному теннису-2015
В 2015 году УГМК было доверено проведение чемпионата Европы по настольному теннису.
Турнир проходил в Екатеринбурге с 25 сентября по 4 октября в международном выставочном центре «Екатеринбург-ЭКСПО». Во время чемпионата было разыграно 6 комплектов медалей: в одиночном, парном и командном разрядах среди мужчин и женщин.
Позднее Международная федерация настольного тенниса назвала турнир лучшим континентальным соревнованием года по организации.

## Современность
В 2015 году директором клуба УГМК стал Дмитрий Балаченков.
В этом же сезоне мужская команда клуба выиграла своё третье чемпионство, а в 2017 году повторила успех.
В 2019 году команда вновь стала серебряным призёром Лиги чемпионов и победителем Командного чемпионата Федерации настольного тенниса России.

### Женская команда УГМК
До 2018 году в системе клуба были только мужские команды. В сезоне 2018—2019 клуб начал работать и с девочками.
В 2021 году женская команда УГМК впервые приняла участие в премьер-лиге КЧР, а в сезоне 2021—2022 годов стала чемпионом страны. В составе команды выступали Ольга Воробьева, Яна Носкова, Валерия Коцюр, Ольга Вишнякова.

#### Сезон 2022/2023
В 2023 году впервые в истории российского настольного тенниса команды УГМК выиграли чемпионат и среди мужчин, и среди женщин. В финале женская команда, к которой присоединилась сильнейшая спортсменка России Элизабет Абраамян, обыграла «Самарочку». Мужская команда была сильнее «Факела-Газпрома». Ещё одна мужская команда «УГМК-Элем» выиграла бронзу.
В следующем сезоне золотой дубль удалось подтвердить. У мужчин на пьедестале были сразу три команды: первое место УГМК, два третьих поделили «УГМК-Элем» и «УГМК-Резерв».

## Развитие детского спорта
Более 2500 детей по всей России занимается настольным теннисом в рамках «Программы развития настольного тенниса в городах присутствия УГМК».
Спортсмены клуба становились победителями первенств Европы и мира, всероссийских соревнований.